# Benoît Bordat
Pour les articles homonymes, voir Bordat.
Benoît Bordat, né le 7 février 1984 à Chenôve (Côte-d'Or), est un homme politique français élu député pour La République en marche le 19 juin 2022.

## Biographie

### Jeunesse et études
Benoît Bordat est né à Chenôve, en Côte-d'Or, le 7 février 1984. Il grandit à Auxerre de 1985 à 1994. Il est le fils d’Agnès Clair, conseillère principale d’éducation et de Pierre Bordat, directeur de l’URSSAF de la Côte d’Or puis de l’Urssaf de Bourgogne jusqu’en 2016. Son arrière grand-père, Joseph Clair Dau, est le créateur du rosé de Marsannay-la-côte. Diplomé d’un BAC agricole au lycée Olivier de Serres à Quetigny, Benoît Bordat suit un BTS agricole au lycée privé Saint Maure puis est diplômé de l’Institut des hautes études de droit rural et d’économie agricole (IHEDREA). Il y obtient un master en expertise foncière agricole et immobilière. 

### Carrière politique
Benoît Bordat entre au conseil municipal de Dijon sur la liste de François Rebsamen en 2008, dans le cadre des accords entre le MODEM et la gauche. Il est élu conseiller municipal et conseiller délégué au Grand Dijon, chargé de l’agriculture périurbaine. En février 2009, le conseiller rejoint la chambre d’agriculture de la Côte d’Or pour la mise en place de projets d’irrigation collective à Aiserey. Benoît Bordat s’occupe ensuite des projets liés aux aménagements fonciers agricoles. 
En 2011, il quitte le MODEM en même temps que Corinne Lepage et consacre son engagement politique à CAP21. Il y exerce des fonctions de délégué départemental et régional. 
En 2014, Benoît Bordat est reconduit sur la liste de François Rebsamen. Il est élu conseiller municipal délégué au quartier Université et conseiller délégué à l’agriculture du Grand Dijon. Il quitte la chambre d’agriculture en février 2016 pour rejoindre le groupe de la majorité « notre Région d’avance » en tant que collaborateur. Bordat quitte ses fonctions en juin 2021.  
En avril 2017, il devient réserviste opérationnel de la gendarmerie après une préparation militaire gendarmerie (PMG). Bordat est médaillé de la défense nationale échelon bronze. Il quitte la réserve opérationnelle à la suite de son élection en tant que député en 2022. 
À la suite des élections municipales de 2020, il est élu adjoint au maire de François Rebsamen. Benoît Bordat est chargé de la mémoire des anciens combattants et la défense nationale. En 2021, l’adjoint au maire se présente aux élections départementales avec sa binôme Nuray Akpinar-Istiquam. À la surprise, ils remportent ce canton, détenu par Ludovic Rochette du DVD et président des Maires de Côte d’Or, avec 52,39 % des voix au second tour.
Encore membre de Cap21 lors de la présidentielle de 2022, il y soutient l’écologiste Yannick Jadot. Puis, bien qu’il n’ait pas adhéré à LREM, François Rebsamen, qui a soutenu le président sortant en créant la Fédération progressiste (FP), appuie sa candidature aux législatives au dernier moment. Devancé de 2 % au premier tour par une autre écologiste candidate de la NUPES, Catherine Hervieu, il remporte le second avec 51,69 % des suffrages.
En juin 2024, lors des législatives à la suite de la dissolution de l'Assemblée Nationale, il est arrivé troisième derrière la candidate EELV-NFP Catherine Hervieu et la candidate RN Tatiana Guyenot. Le lendemain de l'annonce des résultats, il annonce retirer sa candidature afin d'empêcher l'élection de Tatiana Guyenot après avoir initialement annoncé se maintenir .

## Mandats précédents
- Adjoint au maire de Dijon depuis 2008, chargé des anciens combattants, du devoir de mémoire, de l'engagement citoyen et de la défense nationale.
- Conseiller départemental de Côte-d'Or depuis 2021.
- Conseiller à la métropole de Dijon, chargé de l'agriculture péri-urbaine, de la renaissance du vignoble et de la légumerie.